# Ernst Sachs
Ernst Sachs (Berlijn, 24 december 1880 - Bad Wildbad, 23 augustus 1956) was een Duitse officier en SS-Obergruppenführer (luitenant-generaal) en generaal in de Waffen-SS tijdens de Tweede Wereldoorlog. Hij was chef van de Telecommunicatie in de Persönlicher Stab Reichsführer-SS.

## Leven
Op 24 december 1880 werd Ernst Sachs in Bad Wildbad geboren. Hij was de zoon van de hogere postbeambte, postdirecteur en Hauptmann (kapitein) in de Landweer August Sachs (overleden 15 oktober 1922 in Berlijn) en zijn vrouw Hermine Sachs (geboortenaam Werniger), (overleden 8 mei 1926 in Berlijn). Ernst ging naar de kleuterschool van de Luisenstädtischen Gymnasiums in Berlijn. Het gezin verhuist naar Gotha nadat zijn vader was overgeplaatst voor de functie van hoofd van het plaatselijke postkantoor. Na het behalen van zijn Abitur, meldde hij zich aan bij het Pruisische leger en werd op 10 maart 1900 bevorderd tot Fahnenjunker. Van 1900 tot 18 augustus 1901 zat hij op de Kriegschule Neisse (militaire school). Op 18 oktober 1900 werd Sachs bevorderd tot Fähnrich. Met de inontvangstneming van zijn Offizierspatent (akte van benoeming tot officier), werd Sachs op 18 augustus 1901 bevorderd tot Leutnant. Het Patent werd op 19 augustus 1900 vastgesteld. Sachs werd als Leutnant en compagnieofficier in het Koninklijke Pruisische Eisenbahnregiment Nr. 1 geplaatst. Op 1 oktober 1904 werd hij naar de technische militaire academie gecommandeerd. Daarna werd Sachs op 1 juli 1907 naar de radiotelegrafie-afdeling van het Telegraphen-Bataillon Nr.1 (vrije vertaling: 1e Telegraaf-bataljon) gecommandeerd. Op 1 oktober 1907 werd hij bij het Telegraphen-Bataillon Nr.1 geplaatst. Bij deze eenheid werd hij voor de komende jaren als compagnieofficier ingezet. Op 18 maart 1907 trouwde Sachs met Hildegard Lupf; het echtpaar kreeg een dochter.  Als compagnieofficier werd Sachs op 27 januari 1910 bevorderd tot Oberleutnant. Vanaf 1 oktober 1910 was hij adjudant van het Telegraphen-Bataillon Nr.1. Op 1 oktober 1913 werd hij dan bevorderd tot Hauptmann zonder Patent.

### Eerste Wereldoorlog
Op 3 augustus 1914 werd hij tot compagniechef van de 5.(Funker)/Telegraphen Btn Nr 5 in Gdańsk benoemd. Kort voor het uitbreken van de Eerste Wereldoorlog, in de zomer van 1914 werd Sachs nog steeds in deze functie ingezet. Zijn Patent als Hauptmann werd op 4 juli 1914 vastgesteld. Tijdens de mobilisatie voor de oorlog, werd hij tot commandant van de Fernsprech-Abteilung 20 benoemd. Op 5 november 1915 werd Sachs tot commandant van de Funker-Kommando 10 benoemd. In de herfst van 1915, kreeg hij de functie van adjudant bij de stafofficier van de telegrafietroepen van het 11. Armee (11e Leger). In december 1915 werd hij tot chef van de Reserve-Fernsprech-Abteilung 22 benoemd, deze eenheid werd in 1916 aan de chef van de Telegrafie in het Großes Hauptquartier toegewezen. Op 16 mei 1917 werd Sachs naar het Pruisisch Ministerie van Oorlog gecommandeerd. Daar bleef hij tot het einde van de Eerste Wereldoorlog, als leider van de Nachrichtenmittel-Abteilung.

### Interbellum
Na de Eerste Wereldoorlog, werd Sachs als Hauptmann en als onderdeel van het 200.000 man sterke overgangsleger in de Reichswehr opgenomen. In het 100.000 man sterke Reichswehr diende hij op 1 januari 1921 als chef van de 2e compagnie van de 5. Nachrichten-Abteilung in Stuttgart. Op 27 september 1921 scheidde hij van zijn eerste vrouw, en hertrouwde op 22 december 1921 met Friedel Theure, ook met haar kreeg hij een dochter. Op 1 april 1922 werd Sachs als stafofficier voor de verbindingstroepen (Stonach) in de staf van de 5e Divisie van de Reichswehr eveneens in Stuttgart gestationeerd. Hierna werd hij tot leider van de Nachrichten-Betriebsabteilung in het Reichswehrministerium (RWM) (ministerie van Defensie) benoemd. Als gevolg van zijn benoeming tot leider van de Nachrichten-Betriebsabteilung, werd Sachs op 1 februari 1923  bevorderd tot Major. Op 1 oktober 1923 werd hij naar de staf van de Gruppenkommando 1, eveneens in Berlijn, overgeplaatst. Gelijktijdig werd Sachs als leergangsleider van afdeling D van de artillerieschool Jüterbog ingezet. Afdeling D was een geheime verbindingsschool van de Reichswehr. Op 1 december 1926 werd Sachs tot commandant van de 1. (Preuß.) Nachrichten-Abteilung in Koningsbergen benoemd.  In deze aanwending werd hij op 1 november 1928 tot Oberstleutnant bevorderd. Hij gaf het commando op 1 mei 1929 aan de Major Otto Schneider weer over en wisselde dit op 1 april 1929 in als hogere verbindingsofficier naar de staf van de Gruppenkommando 2 in Kassel. Op 1 november 1930 werd hij als Oberstleutnant tot commandant van Nachrichtenlehrgänge D aan de artillerieschool Jüterbog ingezet. Tijdens zijn inzet als commandant, werd Sachs op 1 april 1931 bevorderd tot Oberst. Ook bij zijn bevordering tot Generalmajor op 1 december 1933, werd hij nog steeds als commandant van afdeling D van de artillerieschool Jüterbog gebruikt. Tijdens de verdere uitbreiding van de Reichswehr naar de Wehrmacht, werd hij op 1 oktober 1934 door naamsverandering van zijn functie tot commandant van de verbindingsschool van de Heer in Jüterbog benoemd. Begin juni 1935 werd Sachs nog een keer door een naamsverandering van zijn functie tot commandant van de Heeres- und Luftwaffennachrichtenschule  (vrije vertaling: leger- en luchtmachtverbindingsschool) in Halle benoemd. Op 1 oktober 1935 werd Sachs het Charakter van een Generalleutnant verleend, waarna hij op 30 september 1936 ontslag nam uit de Heer, en werd ter beschikking werd gesteld.
Schutzstaffel
Op 1 november 1936 werd Sachs lid van de Schutzstaffel. Hij wisselde als inspecteur van de verbindingseenheden bij de Reichsführer-SS en Chef der Polizei naar de Allgemeine SS. Op 9 november 1936 werd hij als SS-Brigadeführer (brigadegeneraal) ingeschaald. Door Heinrich Himmler werd hij als inspecteur van de communicatie bij de Reichsführer-SS en chef van de politie aangesteld. In deze hoedanigheid ging hij in het eerste kwartaal van 1938 naar een wereldnieuwsconferentie in Caïro, en in het eerste kwartaal van 1939 naar een wereldradioconferentie in Montreux. Op 15 mei 1940 werd Sachs door de Rijksminister van Volksvoorlichting en Propaganda Joseph Goebbels benoemd tot president van de DASD (Deutscher Amateur-Sende- und Empfangsdienst).

### Tweede Wereldoorlog
Vanaf de herfst van 1940 was Sachs chef van de telecommunicatie in de Persönlicher Stab Reichsführer-SS. Op 21 juni 1943 werd hij bevorderd tot SS-Obergruppenführer (luitenant-generaal) en generaal in de Waffen-SS. In augustus 1944 werd hij ziek, waardoor hij zijn functie aan SS-Brigadeführer Wilhelm Keilhaus overdroeg. In 1944 werkte Saschs alleen nog als adviseur verbindingen in de Persönlicher Stab Reichsführer-SS. In februari 1945 werkte hij aan de uitbreiding van het telecommunicatiesysteem in Ohrdruf.
Een dag voor de onvoorwaardelijke overgave van de Wehrmacht, raakte Sachs met leden van de 38. SS-Grenadier-Division Nibelungen bij Reit im Winkl in Amerikaans krijgsgevangenschap. Hij verbleef twee jaar in krijgsgevangenschap. In april 1947 was hij geïnterneerd. Eind juli 1948 werd Sachs door de Spruchkammer als "Belasteter" (Gruppe II) ingeschaald, en gedenazificeerd. Na eigen opgave had hij in 1937 een concentratiekamp bezocht, en over dwangarbeid kennis gehad. Als onderdeel van dit proces werd hij veroordeeld tot 30 maanden in een werkkamp, vijf jaar beroepsbeperkingen en 30% van eigendommen geconfisqueerd. Hoewel dit vonnis op 3 augustus 1948 werd herzien, bleef Sachs voorlopig geïnterneerd. Een andere bron vermeldt Sachs als een van de aanwezigen tijdens de Poznańtoespraken.

## Na de oorlog
Over het verdere verloop van zijn leven is niets bekend. Hij stierf op 23 augustus 1956 in Bad Wildbad aan een hartaanval.

## Carrière
Sachs bekleedde verschillende rangen in zowel de Allgemeine-SS als Waffen-SS. De volgende tabel laat zien dat de bevorderingen niet synchroon liepen.
| Datum                                                                      | Pruisische leger                 | Reichswehr     | Heer                           | Allgemeine-SS        | Waffen-SS                      |
| -------------------------------------------------------------------------- | -------------------------------- | -------------- | ------------------------------ | -------------------- | ------------------------------ |
| 10 maart 1900                                                              | Fahnenjunker (aspirant-officier) | —              | —                              | —                    | —                              |
| 18 augustus 1900                                                           | Unteroffizier                    | —              | —                              | —                    | —                              |
| 28 oktober 1901 (met Patent van 18 oktober 1900)                           | Fähnrich                         | —              | —                              | —                    | —                              |
| 18 augustus 1901 (met van Patent op 19 augustus 1900)                      | Leutnant                         | —              | —                              | —                    | —                              |
| 27 januari 1910                                                            | Oberleutnant                     | —              | —                              | —                    | —                              |
| 1 oktober 1913(zonder Patent, het Patent later vastgesteld op 4 juli 1914) | Hauptmann                        | —              | —                              | —                    | —                              |
| 5 februari 1923 (met ingang en RDA van 1 februari 1923)                    | —                                | Major          | —                              | —                    | —                              |
| 1 november 1928                                                            | —                                | Oberstleutnant | —                              | —                    | —                              |
| 1 april 1931                                                               | —                                | Oberst         | —                              | —                    | —                              |
| 1 december 1933                                                            | —                                | Generalmajor   | —                              | —                    | —                              |
| 1 oktober 1935                                                             | —                                | —              | Charakter Generalleutnant a.D. | —                    | —                              |
| 23 februari 1937 (met ingang van 9 november 1936)                          | —                                | —              | —                              | SS-Mann              | —                              |
| 23 februari 1937 (met ingang van 9 november 1936)                          | —                                | —              | —                              | SS-Brigadeführer     | —                              |
| 1 juni 1939                                                                | —                                | —              | —                              | SS-Gruppenführer     | —                              |
| 8 augustus 1940                                                            | —                                | —              | —                              | —                    | Generalleutant in de Waffen-SS |
| 21 juni 1943                                                               | —                                | —              | —                              | SS-Obergruppenführer | Generaal in de Waffen-SS       |

## Lidmaatschapsnummers
- NSDAP-nr.: 4 167 008[21][19] (lid geworden 1[8] mei 1937[3])
- SS-nr.: 278 781[3][21][19] (lid geworden 1 november 1936[10])

## Onderscheidingen
Selectie:
- IJzeren Kruis 1914, 1e Klasse[21][14][19][20] (15 mei 1915[3][9]) en 2e Klasse[21][14] (2 september 1914[3][9])
- Kroonorde (Pruisen), 4e Klasse op 10 september 1913[3][9]
- Kruis der Vierde Klasse in de Orde van Militaire Verdienste (Beieren) met Zwaarden op 24 december 1915[3][9]
- Ridderkruis in Militaire Orde van Verdienste (Bulgarije) op 10 mei 1918[3][9]
- Ridder der Tweede Klasse in de Albrechtsorde op 20 september 1913[3][9]
- Kruis voor Oorlogsverdienste, 1e Klasse[21][14] (17 mei 1943[3][9]) en 2e Klasse[21][14] (30 januari 1942[3][9]) met Zwaarden
- Erekruis voor Frontstrijders in de Wereldoorlog[21][14][19][20] op 31 december 1934[3][9]
- Dienstonderscheiding van Leger en Marine (25 dienstjaren) op 2 oktober 1936[3][9]